# Kuksza Pieczerski
Kuksza Pieczerski – hieromnich z ławry Kijowsko-Peczerskiej, święty męczennik. 
Jego życie jest słabo znane. Wiadomo, że po przyjęciu święceń kapłańskich i złożeniu ślubów zakonnych w Ławrze Peczerskiej udał się nad Okę do pracy misyjnej wśród słowiańskiego plemienia Wiatyczów. Został przez nich zamordowany, a jego śmierć miał przewidzieć inny mnich z Kijowa, Pimen Postnik, wołając w cerkwi „Nasz brat Kuksza został zabity o świcie!”. Ciało Kukszy miało wrócić do Kijowa i zostać pogrzebane w Bliższych Pieczarach klasztoru, z którego pochodził.
Według tradycji cerkiewnej Kuksza Pieczerski był również cudotwórcą, zaś w miejscu jego śmierci, 15 km od Mcenska, wytrysnęło cudowne źródełko. Od 6 sierpnia 2009 jest patronem eparchii orłowskiej, w której współczesnych granicach ongiś działał. 
Jest czczony jako jeden ze świętych Soboru świętych kijowsko-pieczerskich spoczywających w Bliższych Pieczarach.